# Lepidosperma bungalbin
Lepidosperma bungalbin är en halvgräsart som beskrevs av Russell Lindsay Barrett. Lepidosperma bungalbin ingår i släktet Lepidosperma och familjen halvgräs. Inga underarter finns listade i Catalogue of Life.